# Monsters (antologia)
Monsters (Books of Blood - Volume Six) è un'antologia di racconti di Clive Barker, pubblicata nel 1985, sesto ed ultimo volume della serie Books of Blood. La prima edizione italiana è stata pubblicata con l'ingannevole titolo Libro di sangue 3.

## Racconti contenuti
- La vita della Morte (The Life of Death)
- Il sangue dei predoni (How Spoilers Bleed)
- Crepuscolo alle torri (Twilight At The Towers)
- L'ultima illusione (The Last Illusion)
- Il libro di Sangue (post-scriptum): Jerusalem Street (On Jerusalem Street (a postscript))

## Trasposizioni cinematografiche
- Dal racconto L'ultima illusione (The Last Illusion) è stato tratto nel 1995 il film Il signore delle illusioni (Lord of Illusions), diretto dallo stesso Clive Barker.[1]
- Dal racconto Il libro di Sangue (post-scriptum): Jerusalem Street e da Il Libro di Sangue, primo racconto della serie Books of Blood, contenuto in Infernalia, è stato tratto nel 2008 il film Book of Blood.[2]

## Gli altri Libri di Sangue
- Infernalia (Books of Blood - Volume One)
- Ectoplasm (Books of Blood - Volume Two)
- Sudario (Books of Blood - Volume Three)
- Creature (Books of Blood - Volume Four)
- Visions (Books of Blood - Volume Five)

## Edizioni
- Clive Barker, Libro di sangue 3, traduzione di Fabio Zucchella, I romanzi Sonzogno, Sonzogno, 1997,  p. 253, ISBN 88-454-0918-X.
- Clive Barker, Libro di sangue 3, traduzione di Fabio Zucchella, I grandi tascabili, Bompiani, 1999,  p. 253, ISBN 88-452-3989-6.
- Clive Barker, Monsters, traduzione di Fabio Zucchella, Sonzogno Best Seller, 2002,  p. 253, ISBN 88-454-2215-1.